# Calling Time
Calling Time er et studiealbum af den svenske sanger, musikproducer, sangskriver og DJ Basshunter, der udkom den 13. maj 2013 på Gallo Record Company.

## Spor
| #   | Titel                                     | Længde |
| --- | ----------------------------------------- | ------ |
| 1.  | "Saturday"                                | 3:00   |
| 2.  | "Dream on the Dancefloor"                 | 3:12   |
| 3.  | "Crash & Burn"                            | 3:08   |
| 4.  | "Wake Up Beside Me" ([feat. Dulce María]) | 2:41   |
| 5.  | "Calling Time"                            | 3:07   |
| 6.  | "Far Away"                                | 3:42   |
| 7.  | "I've Got You Now"                        | 3:10   |
| 8.  | "You're Not Alone"                        | 2:57   |
| 9.  | "Rise My Love"                            | 2:33   |
| 10. | "Pitchy"                                  | 2:15   |
| 11. | "I Came Here to Party"                    | 2:48   |
| 12. | "Dirty" ([feat. Sandra])                  | 2:53   |
| 13. | "Lawnmover to Music"                      | 4:21   |
| 14. | "Fest i hela huset"                       | 2:50   |
| 15. | "Northern Light"                          | 2:49   |

Bonus tracks
| #   | Titel                                        | Længde |
| --- | -------------------------------------------- | ------ |
| 16. | "Far Away" ([Josh's Big Room Remix])         | 4:55   |
| 17. | "Dream on the Dancefloor" ([Rude Dog Remix]) | 5:10   |
| 18. | "Northern Light" ([Candlelight Version])     | 3:09   |

## Hitlister
| Hitliste (2013)                     | Højeste placering |
| ----------------------------------- | ----------------- |
| Dance/Electronic Albums (Billboard) | 25                |